# Малая Потымка
Малая Потымка — река в России, протекает в Соликамском районе Пермского края. Устье реки находится в 35 км по левому берегу реки Боровая. Длина реки составляет 12 км.
Исток реки в лесном массиве в урочище Силькино восточнее деревни Осокино в 27 км к северо-востоку от центра Соликамска. Река течёт на северо-запад, единственный населённый пункт на реке — деревня Осокино. Впадает в Боровую выше нежилой деревни Верхняя Боровая.

## Данные водного реестра
По данным государственного водного реестра России относится к Камскому бассейновому округу, водохозяйственный участок реки — Кама от водомерного поста у села Бондюг до города Березники, речной подбассейн реки — бассейны притоков Камы до впадения Белой. Речной бассейн реки — Кама.
По данным геоинформационной системы водохозяйственного районирования территории РФ, подготовленной Федеральным агентством водных ресурсов:
- Код водного объекта в государственном водном реестре — 10010100212111100006819
- Код по гидрологической изученности (ГИ) — 111100681
- Код бассейна — 10.01.01.002
- Номер тома по ГИ — 11
- Выпуск по ГИ — 1